# السوس الأقصى

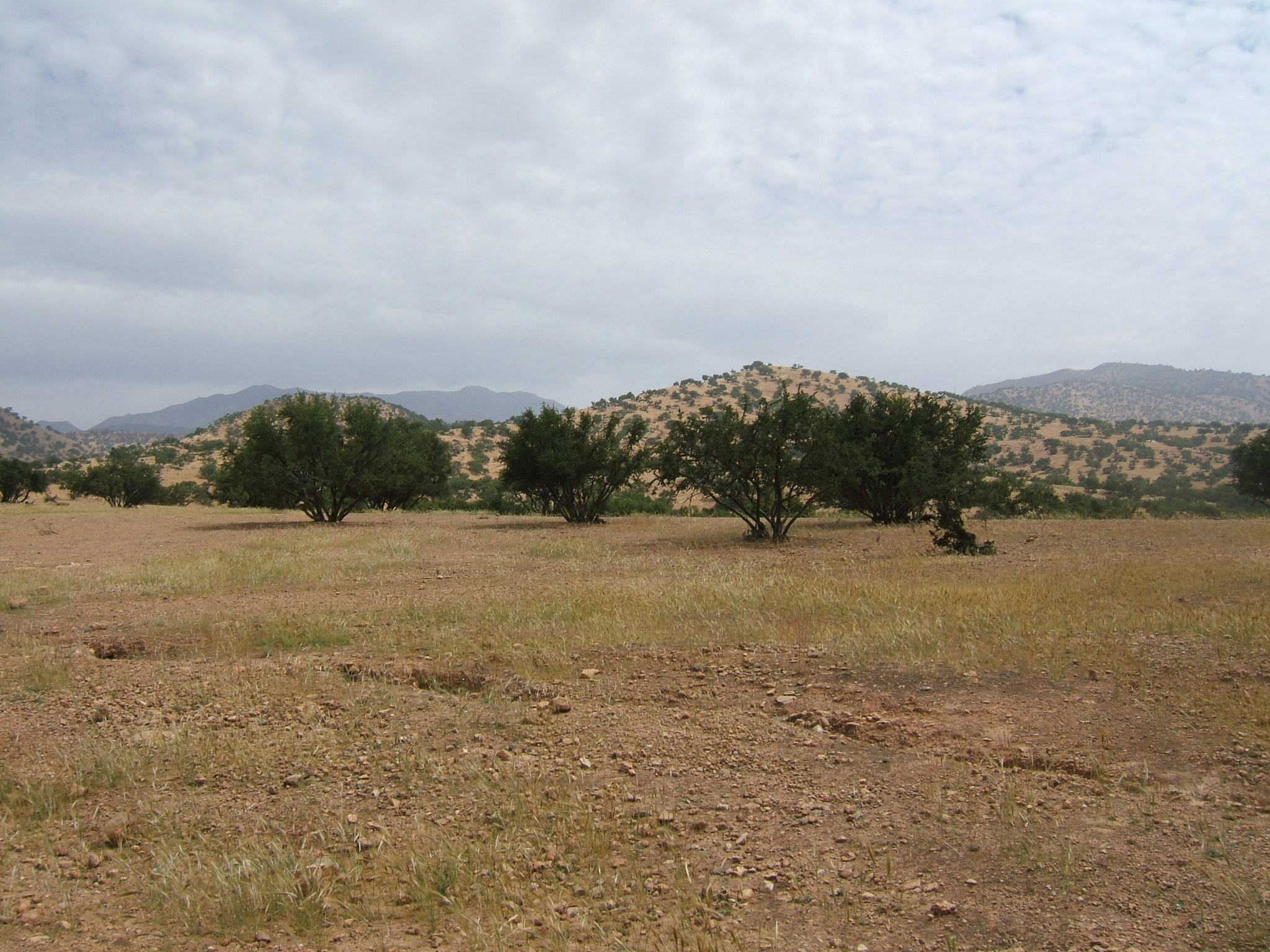
منظر عام من بلاد السوس الأقصى ووسط الصورة أشجار الأركان التي تتميز بها المنطقة.

السوس الأقصى هو الإسم الذي أطلق قديمًا على منطقة شاسعة حسب ابن خلدون تبتدأ شمالا من ما وراء مدينة مراكش، ويحدها جنوبا مصب نهر درعة الذي يقع" شمال مدينة طانطان".

## سكان
أغلب سكانها من الأمازيغ، حيث يسكن السوس قبائل أمازيغية مثل قبيلة جزولة وتكنة.[بحاجة لمصدر]

## جغرافيا
تقع سوس جغرافيا جنوب المغرب. تحدها سلسلة جبال الأطلس الكبير شمالا، وسلسلة جبال الأطلس الصغير شرقا وجنوبا، والمحيط الأطلسي غربا.
تشتهر المنطقة بتواجد غابات الأركان النادر. كما تشتهر أيضا بالفلاحة، حيث إنها من أكثر المناطق المسقية في المغرب، ما جعلها اليوم الممون الأول للسوق المغربية بالخضر والفواكه.

## مدن السوس الأقصى
أڭادير أو عاصمة سوس، أشهر مدن المنطقة وتعدّ حاليا القطب السياحي الثاني في المغرب من حيث توافد السياح بعد مراكش. تتكون سوس من عدة أقاليم كبرى ومدن عريقة أشهرها: تارودانت، وتيزنيت.

## أعلام
- محمد المختار السوسي
- محمد بن سليمان الجزولي